# Communauté de communes du sud Arrageois
Die Communauté de communes du sud Arrageois ist ein ehemaliger französischer Gemeindeverband (Communauté de communes) im Département Pas-de-Calais und der Region Nord-Pas-de-Calais. Er wurde am 29. Dezember 1992 gegründet. 2014 wurde der Gemeindeverband aufgelöst, ein Teil der Gemeinden schloss sich der Communauté urbaine d’Arras an, der Rest fusionierte mit der Communauté de communes de la Région de Bapaume und der Communauté de communes du Canton de Bertincourt und bildete so die neue Communauté de communes du Sud-Artois.

## Mitglieder
1. Ayette
2. Boiry-Becquerelle
3. Boisleux-au-Mont
4. Boisleux-Saint-Marc
5. Boyelles
6. Bullecourt
7. Chérisy
8. Courcelles-le-Comte
9. Croisilles
10. Écoust-Saint-Mein
11. Ervillers
12. Fontaine-lès-Croisilles
13. Gomiécourt
14. Guémappe
15. Hamelincourt
16. Hénin-sur-Cojeul
17. Héninel
18. Mory
19. Moyenneville
20. Noreuil
21. Saint-Léger
22. Saint-Martin-sur-Cojeul

## Quelle
- Le SPLAF - (Website zur Bevölkerung und Verwaltungsgrenzen in Frankreich (frz.))